# Zatoka Ulbańska
Zatoka Ulbańska (ros. Ульбанский залив, Ulbanskij zaliw) – płytka zatoka Morza Ochockiego, położona wzdłuż wybrzeży Rosji, w Kraju Chabarowskim. Jest częścią Zatoki Akademii. Zatoka zajmuje powierzchnię 2100 km2, jej długość wynosi około 75 km, a jej szerokość u wejścia około 55 km. Brzegi zatoki są górzyste. Zatoka zamarza w okresie od października do czerwca. Wybrzeża zatoki są zamieszkane przez Gilaków. Do zatoki uchodzą rzeki Ulban i Syran.
Zatoka Ulbańska jest ważnym siedliskiem letnim dla skrajnie nielicznej, chronionej populacji wieloryba grenlandzkiego. W okresie, w którym zatoka nie jest pokryta lodem, przebywają w niej samice z cielętami, młode osobniki, które przeszły na samodzielny tryb życia, oraz inne młode wieloryby. Poza wielorybem grenlandzkim, akwen Zatoki Ulbańskiej wykorzystują również inne gatunki ssaków morskich. Latem regularnie żeruje w niej orka oceaniczna. Białucha arktyczna tworzy w zatoce dużą, osiadłą populację rozrodczą liczącą około 2000 osobników: zwierzęta intensywnie się tutaj odżywiają, rodzą młode i je wychowują. Foka brodata wykorzystuje wewnętrzną część zatoki i płytkie zatoczki jako żerowiska. W zatoce występują też w znacznych ilościach dwa inne gatunki fok: foka plamista i nerpa obrączkowana.